# I Say a Little Prayer
"I Say a Little Prayer" é uma canção escrita pelos compositores Burt Bacharach e Hal David para Dionne Warwick em 1967, originalmente pico no número quatro na parada de singles pop Billboard Hot 100 dos EUA em dezembro de 1967. A canção possui gravações de artistas como o elenco de Glee, Aretha Franklin e Diana King.
A canção ficou famosa por fazer parte da trilha sonora do filme O Casamento do Meu Melhor Amigo no ano de 1997, na versão de Diana King.

## Versão de Aretha Franklin
Em 1968, Aretha gravou sua versão da canção para o álbum “Aretha Now”, apenas seis meses após a versão de Dionne, e conseguindo ainda alcançar a #10ª posição nas paradas de sucesso da Billboard Hot 100 e #3ª nas paradas de R&B.
Apesar da versão de Franklin não conseguir superar a de Dionne nas paradas da época, ao longo dos anos, tornou-se provavelmente a gravação mais conhecida da canção, sendo considera uma das canções assinatura de Aretha e recebendo aclamação por parte da crítica especializada. Burt Bacharach e Hal David, os compositores da canção, em uma entrevista franca de 2010 com a NPR, riram tentando descrever o quanto a versão de Franklin era boa. Segundo Burt: “É uma gravação melhor do que a gravação que fizemos... é mais natural... Aretha apenas torna tudo perfeito.”
No Reino Unido “I Say a Littlle Pray” atingiu a 4ª# posição nas paradas da época, sendo o maior sucesso de Aretha por lá, até o lançamento de seu dueto com George Michael em 1987, que atingiu o 1º# lugar.
Em 1987, o semanário musical britânico NME elegeu a versão de Aretha em 01º lugar, numa lista intitulada ‘’150 maiores canções de todos os tempos’’.